# Treehouse of Horror XIV
Treehouse of Horror XIV (укр. Сімпсони і Гелоуїн XIV)  — перший епізод 15-го сезону мультсеріалу «Сімпсони», посвячений Хелловіну.

## Заставка
Барт у костюмі Чарлі Брауна і Ліса у костюмі Люсі ван Пельт з коміксу "Горіхи" (англ. "Peanuts") приходять додому з цукерками, які вони назбирали на свято Хелловіна. Барту дали непотріб, а Лісі смачні цукерки. Ліса забрала у Барта одну цукерку, а Барт накинувся на неї з кочергою, але промахнувся і потрапив у Гомера. Гомер дістав кочергу з живота і забрав нею дрова з каміну, але теж промахнувся і потрапив у діда. Пізніше він скрутив дітей у килим і почав бити бейсбольною битою. І тут з'явилась Мардж з гвинтівкою і вистрелила у Гомера. А його кров утворила напис: «Treehouse of Horror XIV». А у космосі, Канг і Кодос сміються, що вони показують цей епізод у листопаді і що вони вже готуються до Різдва.

## Сюжет
Цей епізод складається  з трьох історій.

### Reaper Madness(укр.Божевілля з косою)
До квартири Сімпсонів за Бартом приходить Смерть. Гомер вбиває її кулею для боулінгу і рятує Барта, чим створює світ без смерті. Коли він викидує кістки Смерті, то одягає її мантію, і стає новим кістлявим вісником смерті. Він вбиває всіх за своїм списком. І ось, одного чудового ранку Гомер отримує завдання вбити Мардж, але тільки відрізає її волосся, і вбиває її жирну сестру Патті і приклеює до трупа волосся Мардж. Пізніше він йде до гори і віддає Богові труп Патті, а Бог у свою чергу знімає з Гомера обов'язки Смерті. Коли Бог виявляє, що це не Мардж, Гомер біжить до мотоцикла, який він заховав у кущах, і рятується. Історія закінчується тим, що Гомер повертається додому і разом з родиною насолоджуються їжею.

### Frinkinstein(укр.Фрінкінштейн)
Одного разу Гомерові телефонують і кажуть, що він отримав нобелівську премію з фізики. А пізніше запитують, чи це Джон Фрінк. Ліса забирає у батька телефон і каже, що передасть цю звістку професорові Фрінку. Вона вирушає до Фрінка і каже, що його батько пишався б ним, але дізнається, що його батька загризла акула. Фрінк вирішує його оживити і йому це вдається. Його батько стає маніяком, вириває у людей органи і забирає собі. Батька професора Фрінка зустрічає Ліса, і каже що його сину було б приємно, якби він приїхав на вручення премій у Стокгольмі. Він приїжджає і каже, що його більше не тягне до вбивств. Але як тільки він бачить геніальні мізки всіх тих людей — починає виривати їх. Але професор зупиняє його і забирає у голосовий ящик і тепер може з ним завжди спілкуватись.

### Stop the World, I Want to Goof Off(укр.Зупиніть світ, я хочу похуліганити)
Коли Мардж виносить з комори речі, Барт знаходить там комікси 70-х. Барт переглядає комікси, серед яких «Супермен проти Бетті Хілхерст», «Бетмен і Рода» та багато інших. Барт відкриває комікс про Бетмена і Роду і бачить рекламу годинника, що зупиняє час за якихось пару центів. Він купує цей годинник і випробовує його на Лісі. Він розуміє, що годинник працює і разом з Мілгаусом разом зупиняють час і починають хуліганити. Але одного разу мер Квімбі посипає підлогу ультрафіолетом і знаходить винуватців. Починається великий бунт! Барт встигає зупинити час, доки куля шефа Віггама не влучає у нього. Але годинник розбивається і вони полагодили його аж через 15 років. Вони поставили на своє місце Мартіна, якого розлючені люди забили до напівсмерті. У кінці серії Барт дає Лісі цей годинник і вона випробовує його на своїй родині.